# بورس کویت
بورس کویت (انگلیسی: Boursa Kuwait) بازار بورس اوراق بهادار کویت است، که در سال ۱۹۸۳ تأسیس شد.